# Mongi Chouchane
Mongi Chouchane, né le 12 décembre 1943 à Tazarka, est un homme politique tunisien. Il est secrétaire d'État auprès du ministre de l'Intérieur et du Développement local chargé des Affaires régionales et des Collectivités locales, de janvier 2001 à janvier 2011.

## Biographie
Titulaire d'un master en droit et diplômé de l'École nationale d'administration, il intègre en 1969 le cabinet du ministre de la Santé avant d'être nommé délégué en 1974. Il poursuit sa carrière au sein du ministère de l'Intérieur, devenant directeur général pour les affaires politiques, un poste qu'il assume jusqu'à sa nomination, le 25 janvier 2001, comme secrétaire d'État auprès du ministre de l'Intérieur et du Développement local chargé des Affaires régionales et des Collectivités locales.
Membre du Rassemblement constitutionnel démocratique, il exerce des responsabilités au sein du parti et du conseil municipal de Tazarka. Il est décoré de l'Ordre de la République et de l'Ordre du 7-Novembre.
Après la révolution de 2011, il est la cible, en mai de la même année, d'un mandat de dépôt déposé contre plusieurs hauts fonctionnaires du ministère de l'Intérieur. Il leur est notamment reproché la conclusion de contrats litigieux pour l'exploitation d'aires de stationnement à Sfax. L'affaire se conclut par un non-lieu, après la décision de la cour d'appel de Tunis ; Chouchane est remis en liberté avec les autres accusés en mai 2012.
Mongi Chouchane est marié et père de cinq enfants.